# NGC 4609
NGC 4609 (Caldwell 98) est un jeune amas ouvert situé dans la constellation de la  Croix du Sud. Il a été découvert par l'astronome écossais James Dunlop en 1834.
Selon la classification des amas ouverts de Robert Trumpler, cet amas renferme moins de 50 étoiles (lettre p) dont la concentration est moyenne (II) et dont les magnitudes se répartissent sur un petit intervalle (le chiffre 1). Selon le catalogue Lynga, l'amas contient entre 50 et 100 étoiles (lettre m) dont la concentration est moyenne (II). Lynga indique aussi que l'amas renferme 40 membres. Cette contradiction entre la classification et le nombre de membres n'est pas rare dans le catalogue Lynga.

## Observatoin
Avec une magnitude visuelle de 6,9, on peut observer l'amas avec de petites jumelles.

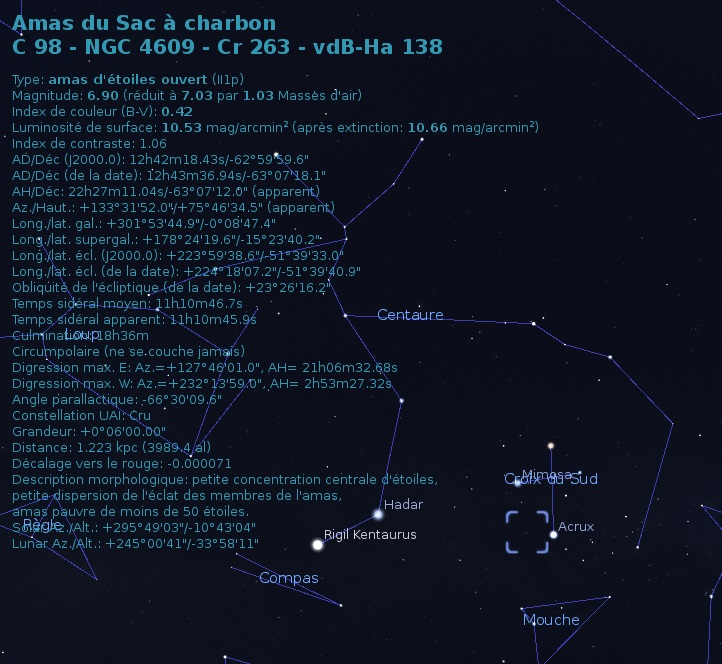
Localisation de NGC 4609 dans la constellation de la Croix du Sud. (Stellarium)

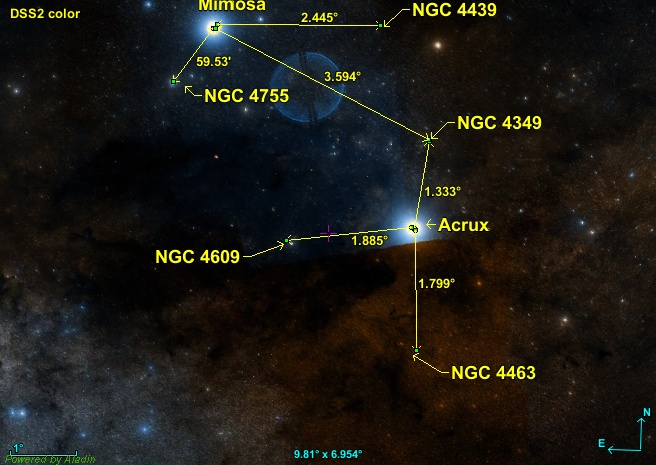
Position de NGC 4609 par rapport une étoile du Céphée.

NGC 4609 est situé à environ 1,9 degré au sud-est d'Acrux (Alpha Crucis). Quatre autres amas ouverts se trouvent dans le même région du ciel : NGC 4349, NGC 4439 et NGC 4463.

## Caractéristiques
Certaines caractéristiques apparaissent sur la base de données Simbad, mais une publication très récente (2023) basée sur les mesures de la parallaxe par le satellite Gaia a permis une mise à jour importante des données. Les données du « GAIA EARLY DATA RELEASE 3 (GAIA EDR3) » ont également permis aux auteurs (Almeida, Monteiro et Dias) de cette publication d'estimer la masse de 773 amas ouverts, dont celle de NGC 4609 qui est de 943 ± 188 {\displaystyle M_{\odot }}.

### Distance
Selon Almeida et ses collègues, cet amas est à 1 366 ± 19 pc (∼4 460 al) du système solaire.
La parallaxe moyenne des étoiles de l'amas a été obtenue des mesures effectuées par le satellite Gaia. Six valeurs semblables publiées dans de récents articles (2018 à 2022) sont indiquées sur la base de données Simbad : 0,690 ± 0,025 mas, 0,685 ± 0,033 0 mas, 0,669 ± 0,056 mas, 0,660 ± 0,053 mas, 0,660 ± 0,003 mas et 0,660 ± 0,053 mas. La valeur moyenne de la parallaxe et de leur incertitude sont égaux à 0,670 7 ± 0,034 0 mas, ce qui correspond à une distance de 1491+80
−72. Cette distance est compatible quoique un peu supérieure à celle proposée par Almeida et ses collègues.

### Taille
Selon les sources, la dimension apparente de l'amas est comprise entre 5,0' et 6,0'. La dimension proposée par Morales est ses collègues de 12' est basée sur les émissions de la poussière des amas ouverts et elle semble trop élevée.
En utilisant les plus grandes valeurs de la dimension apparente et de la distance, on obtient la taille maximale de l'amas, soit 7,72 al. De même, pour calculer la taille minimale de l'amas, il faut utiliser les plus petites valeurs de la dimension apparente et de la distance. On obtient une valeur de 6,25 al. De ces deux valeurs, on déduit que la taille de l'amas est égale à 6,98 ± 0,73 al. Si la dimension apparente de l'amas est celle proposée par Morales et ses collègues, alors la taille réelle maximale de NGC 4609 est le double, soit 15,4 al.

### Vitesse
Quatre vitesses sont indiquées sur Simbas. Les grandeurs de celles-ci sont sembles, mais elles sont opposée en signes, d'où le ? dans l'encadré à droite. Ces vitesses sont : −25,22 ± 0,29 km/s, 22,00 ± 7 km/s, −25,22 ± 0,29 km/s et −22,0 ± 7 km/s.

### Métallicité
Une seule valeur est indiquée sur Simbad, soit 0,023. Selon cette valeur, le pourcentage d'éléments lourds (plus lourd que l'hydrogène et l'hélium) de cet amas est de 105% (100,023) de celui du Soleil.

### Âge
La base de données WEBDA et le catalogue Lynga indique un âge donné par log10 = 7,892,, ce qui correspond à un âge de 107,892 = 80 Ma. Cette valeur est dans l'intervalle d'âge proposé par Almeida et ses collègues.

### Mouvement propre
Simbad indique huit couples de valeurs pour le mouvement propre de l'amas, dont six très semblables, qui proviennent d'articles publiés entre 2018 et 2022. Ces six couples en ascension droite et en déclinaison sont :
- −4,894 ± 0,046 mas/an et −1,099 ± 0,064 mas/an[10]
- −4,890 ± 0,085 mas/an et −0,990 ± 0,143 mas/an[11]
- −4,876 ± 0,164 mas/an et −1,029 ± 0,184 mas/an[12]
- −4,870 ± 0,127 mas/an et −1,045 ± 0,146 mas/an[13]
- −4,870 ± 0,009 mas/an et −1,045 ± 0,010 mas/an[14]
- −4,870 ± 0,127 mas/an et −1,045 ± 0,146 mas/an[15]

Les deux autres couples sont passablement différents et imprécis. Ils proviennent d'articles moins récents (2014 et 2017). Ces deux couples sont :
- −8,164 ± 1,293 mas/an et −1,542 ± 0,150 mas/an[17]
- −3,83 ± 3,16 mas/an et −1,56 ± 2,77 mas/an[21]

Le mouvement propre moyen obtenu des six couples en ascension droite et en déclinaison est égal à −4,880 ± 0,093 mas/an et −1,042 ± 0,112 mas/an.

## Étoiles

### Propriétés, distance et coordonnées
Simbad montre aussi un bouton nommé Children. En cliquant sur ce bouton, on atteint une section de cette base de données qui renferme un tableau contenant 796 entrées pour NGC 4609. Cependant, des étoiles (les Children) peuvent apparaître plusieurs fois dans la deuxième colonne du tableau, d'où le nombre de liens bibliographiques qui est supérieure au nombre d'étoiles. La quatrième colonne de ce tableau indique la probabilité que l'étoile appartienne à l'amas. En cliquant sur le titre de cette colonne, on peut classer la probabilité par ordre croissant ou décroissant. En cliquant sur la désignation de l'étoile, on atteint la page de Simbad qui résume ses propriétés.
Simbad permet cependant d'accéder à 52 étoiles siruée dans les environs l'amas en utilisant la requète NGC 4609 NUM, ou NUM est un nombre de 1 à 52.
Si on utilise le domaine de distances proposé par Almeida et des collègues(1347 à 1385 pc) très peu d'étoiles seraient membres de NGC 4609. En revanche, la fourchette de la distance de 21 étoiles est en dans le domaine des distances obtenues de la parallaxe (1491 à 1571 pc) et leur mouvement propre est semblable à celui indiqué indiqué par Simbad. Cinq autres étoiles sont près de ces critères et sont peut-être membre de l'amas. Le tableau ci-dessous résume les propriétés des 53 étoiles.
L'étoile très brillante sur l'image DSS est HD 110432 (en). C'est une binaire X dont la parallaxe est égale à 2,282 6 ± 0,076 5 km/s, ce qui correspond à une distance de 82,7 ± 0,1 pc (∼270 al). Elle ne fait défénitivement pas partie de NGC 4609.
| Num # | Nom          | α                | δ                 | type      | P (mas)         | d (pc)        | μα* (mas/an) | μδ* (mas/an) | mV    | Rem         |
| ----- | ------------ | ---------------- | ----------------- | --------- | --------------- | ------------- | ------------ | ------------ | ----- | ----------- |
| #2    | V* DP Cru    | 12h 42m 19,7590s | -62° 59′ 37,7307″ | B6        | 0,7121 ± 0,0226 | 1404+46 -43   | -4,810       | -0,973       | 9,64  | M & Bin/ecl |
| #3    | CPD-62 2893  | 12h 42m 23,6592s | -62° 59′ 43,2932″ |           | 0,6811 ± 0,0138 | 1468 ± 10     | -4,868       | -0,894       | 10,7  | M           |
| #4    | HD 110373    | 12h 42m 23,6168s | -62° 58′ 24,9411″ | B7/9      | 0,6566 ± 0,0155 | 1523 ± 37     | -4,951       | -0,893       | 9,58  | M           |
| #6    | CPD-62 2884  | 12h 42m 13,2388s | -62° 58′ 60,1586″ | B7/8      | 0,7347 ± 0,0257 | 1361+49 -46   | -4,834       | -0,915       | 10,42 | M           |
| #8    | CPD-62 2883  | 12h 42m 07,5527s | -62° 59′ 22,6148″ | B7/8      | 0,6656 ± 0,0168 | 1502 ± 39     | -5,080       | -0,800       | 11,48 | M           |
| #9    | CCPD-62 2886 | 12h 42m 12,7000s | -63° 01′ 50,0360″ |           | 0,7186 ± 0,0183 | 1392 ± 36     | -5,009       | -0,935       | 11,43 | M           |
| #10   | CPD-62 2890  | 12h 42m 22,7380s | -63° 00′ 53,0233″ |           | 0,7301 ± 0,0242 | 1370+47 -44   | -4,009       | -1,083       | 11,44 | M           |
| #11   | NGC 4609 11  | 12h 42m 24,1382s | -63° 01′ 7352″    |           | 0,6132 ± 0,0212 | 1631+58 -54   | -4,779       | -0,89        | 10,92 | M           |
| #17   | NGC 4617 17  | 12h 42m 08,8266s | -62° 58′ 34,4447″ |           | 0,6929 ± 0,0118 | 1443 ± 25     | -4,768       | -1,068       | 13,37 | M           |
| #19   | NGC 4617 19  | 12h 41m 59,6679s | -62° 58′ 37,1732″ |           | 0,7024 ± 0,0152 | 1424 ± 31     | -4,918       | -1,102       | 13,00 | M           |
| #21   | CPD-62 2889  | 12h 42m 22,5499s | -63° 01′ 22,2073″ |           | 0,6603 ± 0,0157 | 1514 ± 37     | -4,991       | -1,105       | 10,28 | M           |
| #22   | NGC 4609 22  | 12h 42m 31,951s  | -62° 58′ 33,7695″ |           | 0,723 ± 0,0857  | 1383+186 -147 | -4,862       | -0,988       | 12,88 | M           |
| #23   | NGC 4609 23  | 12h 42m 30,2054s | -63° 05′ 04,4188″ |           | 0,6646 ± 0,0177 | 1505 ± 41     | -4,807       | -0,897       | 12,13 | M           |
| #27   | NGC 4609 27  | 12h 42m 21,0926s | -63° 03′ 25,0900″ |           | 0,6623 ± 0,0153 | 1510 ± 36     | -4,810       | -1,008       | 12,69 | M           |
| #29   | NGC 4609 29  | 12h 42m 08,0377s | -62° 57′ 27,4467″ |           | 0,7251 ± 0,0127 | 1379 ± 25     | -4,833       | -1,023       | 13,05 | M           |
| #30   | NGC 4609 30  | 12h 42m 54,9663s | -62° 58′ 30,1848″ |           | 0,6484 ± 0,0147 | 1542 ± 36     | -4,823       | -1,039       | 12,09 | M           |
| #33   | NGC 4609 33  | 12h 42m 53,1307s | -63° 00′ 03,3208″ |           | 0,6464 ± 0,0131 | 1547 ± 32     | -5,009       | -1,192       | 12,58 | M           |
| #34   | NGC 4609 34  | 12h 42m 58,8820s | -62° 59′ 55,5438″ |           | 0,6343 ± 0,013  | 1577 ± 33     | -4,911       | -0,922       | 12,54 | M           |
| #35   | NGC 4609 35  | 12h 41m 49,7260s | -63° 00′ 36,1587″ |           | 0,695 ± 0,0124  | 1439 ± 26     | -4,887       | -1,074       | 13,49 | M           |
| #36   | NGC 4609 36  | 12h 41m 42,6463s | -63° 00′ 41,6211″ |           | 0,6448 ± 0,014  | 1551 ± 34     | -4,830       | -0,866       | 12,44 | M           |
| #38   | NGC 4609 38  | 12h 42m 03,6176s | -63° 03′ 20,3915″ |           | 0,6913 ± 0,014  | 1447 ± 30     | -4,936       | -1,057       | 13,40 | M           |
| #39   | NGC 4609 39  | 12h 41m 26,7147s | -63° 01′ 22,4594″ |           | 0,6671 ± 0,0116 | 1499 ± 27     | -4,738       | -0,971       | 13,13 | M           |
| #46   | NGC 4609 46  | 12h 42m 19,1028s | -63° 01′ 16,8099″ |           | 0,6893 ± 0,0142 | 1451 ± 31     | -4,937       | -0,946       | 13,02 | M           |
| #48   | NGC 4609 48  | 12h 42m 10,5565s | -63° 00′ 52,9201″ |           | 0,7109 ± 0,0168 | 1407 ± 34     | -4,806       | -0,914       | 13,21 | M           |
| #50   | CD-62 670B   | 12h 42m 24,6340s | -62° 58′ 33,8612″ |           | 0,6316 ± 0,0132 | 1583 ± 34     | -4,919       | -0,905       | 12,88 | M           |
| #7    | CCPD-62 2885 | 12h 42m 11,8536s | -62° 58′ 16,7385″ |           | 0,7012 ± 0,0168 | 1426 ± 35     | -4,810       | -0,814       | 10,56 | M&Var pul   |
| #31   | HD 110433    | 12h 42m 52,2696s | -63° 11′ 07,1318″ | B2/3IV/V  | 0,6706 ± 0,0579 | 1491+141 -119 | -6,128       | -2,904       | 12,09 | M?          |
| #41   | NGC 4609 41  | 12h 42m 06,7568s | -63° 01′ 42,0326″ |           | 0,6911 ± 0,1097 | 1447+273 -198 | -5,669       | -0,881       | 13,29 | M?          |
| #42   | NGC 4609 42  | 12h 42m 30,2809s | -63° 03′ 45,9616″ |           | 0,676 ± 0,0174  | 1479 ± 39     | -5,583       | -0,645       | 13,64 | M?          |
| #47   | NGC 4609 47  | 12h 42m 09,1092s | -63° 00′ 52,0410″ |           | 0,7782 ± 0,0185 | 1285 ± 31     | -4,716       | -1,043       | 13,67 | M?          |
| #24   | NGC 4609 24  | 12h 42m 23,2672s | -63° 01′ 12,9209″ |           | 0,7235 ± 0,0576 | 1382+120 -102 | -5,427       | -1,241       | 10,98 | M?          |
| #5    | NGC 4609 5   | 12h 42m 13,9823s | -62° 57′ 49,2048″ |           | 0,601 ± 0,0139  | 1664 ± 39     | -4,881       | -0,807       | 12,09 | Nm          |
| #12   | NGC 4609 12  | 12h 42m 15,0032s | -63° 04′ 31,8120″ |           | 0,6459 ± 0,0173 | 1548+43 -40   | -11,777      | 1,713        | 11,33 | Nm          |
| #13   | CPD-62 2880  | 12h 42m 03,6820s | -62° 56′ 50,0204″ |           | 0,8247 ± 0,0552 | 1213+87 -76   | 11,18        | -5,239       | 11,18 | Nm          |
| #14   | NGC 4609 14  | 12h 42m 16,2471s | -62° 58′ 44,0384″ |           | 1,401 ± 0,0153  | 714 ± 8       | -3,713       | -0,289       | 11,82 | Nm          |
| #16   | NGC 4609 16  | 12h 41m 59,2359s | -62° 56′ 33,5361″ |           | 1,7273 ± 0,014  | 579 ± 5       | -15,945      | 2,009        | 12,42 | Nm          |
| #18   | NGC 4609 18  | 12h 41m 49,2660s | -62° 57′ 40,3377″ |           | 1,0933 ± 0,0177 | 915 ± 15      | -5,954       | 0,685        | 12,22 | Nm          |
| #20   | CPD-62 2891  | 12h 42m 22,9617s | -62° 54′ 20,0236″ |           | 1,2203 ± 0,0142 | 819 ± 10      | -6,117       | -1,437       | 10,98 | Nm          |
| #25   | NGC 4609 25  | 12h 42m 14,6797s | -63° 07′ 37,3463″ | O3        | 0,3027 ± 0,0151 | 3304+173 -157 | -6,263       | -0,433       | 11,66 | Nm          |
| #26   | NGC 4609 26  | 12h 42m 14,1588s | -63° 02′ 11,2025″ |           | 0,8936 ± 0,0142 | 1119 ± 18     | -3,071       | -2,218       | 13,08 | Nm          |
| #28   | NGC 4609 28  | 12h 41m 54,0882s | -62° 59′ 41,3324″ |           | 1,1848 ± 0,0122 | 844 ± 9       | -4,825       | -1,902       | 11,95 | Nm          |
| #32   | NGC 4609 32  | 12h 42m 58,5823s | -63° 06′ 49,7583″ | O5        | 0,3033 ± 0,0135 | 3297+154 -140 | -7,329       | -0,531       | 11,23 | Nm          |
| #37   | NGC 4609 37  | 12h 42m 20,9135s | -62° 58′ 59,6394″ |           | 0,8798 ± 0,0129 | 1137 ± 17     | -13,173      | -2,438       | 13,44 | Nm          |
| #40   | NGC 4609 40  | 12h 41m 51,6801s | -63° 01′ 32,1115″ |           | 0,4641 ± 0,0477 | 2155+247 -201 | -5,029       | -0,834       | 13,47 | Nm          |
| #43   | HD 110478    | 12h 43m 07,9119s | -62° 54′ 42,5945″ | K0/1(III) | 1,4729 ± 0,0143 | 677 ± 7       | -12,027      | -3,571       | 9,38  | Nm          |
| #44   | NGC 4609 44  | 12h 41m 48,9371s | -63° 02′ 02,8130″ |           | 0,2634 ± 0,0201 | 3797+314 -269 | -6,036       | -0,007       | 13,52 | Nm          |
| #45   | NGC 4609 45  | 12h 41m 44,0803s | -63° 03′ 15,7576″ |           | 0,5663 ± 0,0127 | 1766 ± 41     | -9,337       | -0,688       | 13,41 | Nm          |
| #49   | NGC 4609 49  | 12h 41m 48,9584s | -63° 01′ 42,4203″ |           | 1,3713 ± 0,0165 | 729 ± 9       | -8,052       | -4,903       | 14,62 | Nm          |
| #51   | NGC 4609 51  | 12h 42m 03,3062s | -62° 59′ 37,6960″ |           | 0,4916 ± 0,0141 | 2034+60 -57   | -13,856      | 0,709        | 14,11 | Nm          |
| #52   | NGC 4609 52  | 12h 41m 54,8348s | -62° 59′ 32,4774″ |           | 0,8064 ± 0,0145 | 1240 ± 23     | -6,987       | -0,238       | 13,10 | Nm          |
| #1    | CD-62 668    | 12h 42m 15,8592s | -63° 01′ 03,4766″ |           | 12,0989 ± 0,013 | 88 ± 0        | 75,534       | -99,444      | 9,57  | Nm          |
| #15   | NGC 4609 15  | 12h 42m 27,73s   | -62° 57′ 55,7″    |           | ?               | ?             | ?            | ?            | 12,12 | ?           |

- M = Membre
- M? = Peut-être membre
- Bin/ecl = Binaire à éclipses
- Var pul = Variable pulsante
- Mv pr =Étoile à mouvement propre élevé